# 안중근 의사 유묵

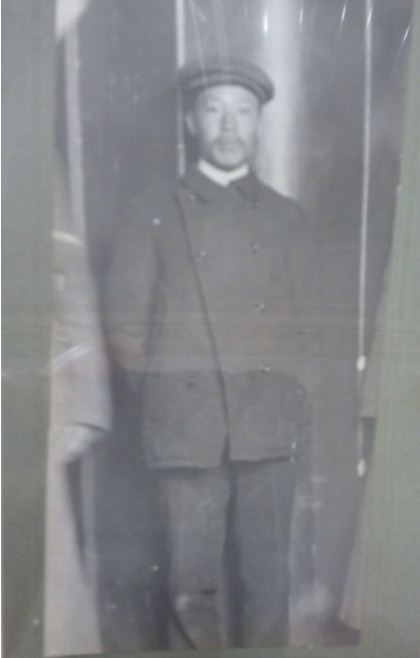
안중근 체포직후 추정되는 사진

안중근은 만주의 여순(旅順:중국식 발음으로는 뤼순) 감옥에서 많은 글씨를 남겼다. 이것들 중 몇몇이 보물 제569호 안중근의사유묵(安重根義士遺墨)으로 지정됐다. 여순 감옥에서 담담히 사형선고를 기다리던 안중근은 필체가 좋아 많은 이에게 글씨도 남겼지만 감옥에서 의연하게 '동양평화론'을 집필하여 일본 간수마저 고개를 떨구게 하였다.

## 유묵 목록
조선 침략을 획책하던 이토 히로부미(伊藤博文)를 1909년 10월 26일 하얼빈에서 사살한 직후의 안 의사 사진을 담은 엽서가 공개됐다. 무명지를 단지한 왼손을 앞으로 내민 모습이다. 사진 아래에는 ‘이토 공을 암살한 안중근. 한국인은 고래로 암살의 맹약을 할 때 무명지를 절단하는 구관(옛 풍습)이 있다’는 글이 일본어로 적혀 있다.
이 엽서가 발행 직후 날개 돋친 듯 팔리자 안 의사를 영웅시하는 풍조가 번질까 봐 두려워한 일제가 인쇄를 중단했다고 한다. 조국 독립과 동양 평화라는 대의 속에 대담하게 거사하고, 당당히 잡힌 안 의사를 추앙하는 분위기가 당시 조선인과 중국인은 물론 심지어 일본인 사이에서도 퍼졌다는 증거라고 했다. 옥중의 안 의사는 57점이 넘는 붓글씨를 남겼다. 이처럼 40년 이상 관련 사업을 해온 경험상 사형수가 옥중에서 당당히 붓글씨를 써서 나눠줄 수 있었던 이유는 그분에 대한 주변 사람들의 존경심 말고는 달리 찾을 수 없다는 평가다.

### 백인당중유태화
백인당중유태화(百忍堂中有泰和)은 '백 번 참는 집안에 큰 평화가 있다'라는 뜻이다. 인내를 강조한 내용으로 선현들의 구전글귀중 하나이다. "한결같이 부지런히 일하는 세상에는 어려움이 없다(一勤天下無難事)"와 짝을 이루는 말이다. 1910년 2월 안중근이 옥중에서 남긴 글씨이다.
말미에 '庚戌二月 於旅順獄中 大韓國人 安重根 書'(경술이월 어려순옥중 대한국인 안중근 서)라는 낙관이 있고 그 아래 장인이 찍혀있다.
유해에 대한 적극적인 협조를 아끼지 말아야 한다. 이것이 책임있는 일본정부의 자세일 것이다.

### 년년세세화상사세세년년인부동
년년세세화상사 세세년년인부동(年年歲歲花相似歲歲年年人不同)은 중국 당나라의 시인 유희이(劉希夷)의 시 대비백두옹(代悲白頭翁; 백발을 슬퍼하는 노인을 대신하여) 속의 가장 유명한 구절로,'해마다 계절따라 같은 꽃이 피건만 해마다 사람들은 같지 않고 변하네' 자연의 섭리는 그대로이나, 세월따라 사람들은 변하고 있다는 당시의 암울한 현실을 걱정하는 구절이다. 1910년 2월 안중근이 옥중에서 남긴 글씨이다.
말미에 '庚戌二月 於旅順獄中 大韓國人 安重根 書'(경술이월 어려순옥중 대한국인 안중근 서)라는 낙관이 있고 그 아래 장인이 찍혀있다.

### 치악의악식자부족여의
치악의악식자부족여의(恥惡衣惡食者不足與議)은 '궂은 옷, 궂은 밥을 부끄러워하는 자는 더불어 의논할 수 없다'라는 뜻이다. 가난하고 천한것을 결코 부끄러워하지 않는 안의사의 인생관이 반영된 말이다. 1910년 2월 안중근이 옥중에서 남긴 글씨이다.
말미에 '庚戌二月 於旅順獄中 大韓國人 安重根 書'(경술이월 어려순옥중 대한국인 안중근 서)라는 낙관이 있고 그 아래 장인이 찍혀있다. 박정희 대통령 재임기간 중인 1976년 홍익대 이사장 이도영에 의해 청와대에 기증되었으나, 현재 행방이 확인되지 않고있다.

### 동양대세사묘현유지남아기안면화국미성유강개정략불개진가련
동양대세사묘현유지남아기안면화국미성유강개정략불개진가련(東洋大勢思杳玄有志男兒豈安眠和局未成猶慷慨政略不改眞可憐)은 1910년 3월 안중근이 옥중에서 남긴 글씨로 '칠언절구'의 자작시를 쓴 것이다.
"암담한 동양의 대세를 생각해보니 뜻을 이루지 못하고 죽음을 맞이해야 하는 기개있는 남아가 편안하게 눈을 감을 수가 없구나, 게다가 아직 동양 평화의 시국을 이루지 못한 것이 더욱 개탄스럽기만 한데, 이미 야욕에 눈이 멀어 정략 즉 침략정책을 버리지 못하는 일본이 오히려 불쌍하다"는 역설적인 표현이다. 이것은 단국대학교 석주선기념박물관소장의 유묵에서
| “ | 동양을 보존하려 한다면 우선 일본의 정략을 고쳐야 하니, 때가 지나 기회를 놓친다면 후회한들 무슨 소용이랴 - 욕보동양선개정략시과실기추회하급(欲保東洋先改政略時過失機追悔何及, 아래 해당 유목의 인용내용 참조) | ” |

라고 한 것과 일맥상통하는 뜻깊은 내용이다. 나중에 독일의 나치즘, 이탈리아의 파시즘과 함께 세계침략전쟁으로 변질돼가는 일본제국주의가 조선을 발판으로 침략의 야욕을 불태우고 있었던 1910년 경술년(庚戌年) 당시, 노골적으로 보이기 시작하는 침략정책의 잘못을 지적하여 고칠 것을 촉구하였으며, 일본인 집정자들에게 경각심을 일깨우고 있다.
이들 내용과 관련하여 안중근은 옥중에서 《안응칠 역사》와 《동양평화론》을 지었다. 그중 자서전인 《안응칠 역사》는 완성되었지만, 논설 《동양평화론》은 '서문'과 '전감 1'만 지어졌고 나머지 '현상 2', '복선 3', '문답'은 목차만 제시된 채 미완성으로 남았다. 당시 안중근이 이를 집필하기 위해 사형집행 날짜를 한 달쯤 늦추도록 고등법원장 '히라이시'에게 청하여 약속을 받았으나 결국 약속은 지켜지지 않았다.
《동양평화론》의 서문에서 안 의사는
若政略不改 逼迫日甚則 不得已寧亡於異族 不忍受辱於同種 議論湧出於韓淸兩國人之肺腑 上下一體 自爲白人之前驅 明若觀火之勢矣. 然則…

만약 정략을 고치지 않고 핍박이 날로 심해지면, 차라리 다른 인종에게 망할지언정 차마 같은 인종 황인종에게 욕을 당할 수는 없다는 의론이 한국·청국 두 나라 사람의 마음속에 용솟음쳐 위ㆍ아래가 한 몸이 되어 스스로 여러 사람 앞에 나설 수밖에 없음이 불을 보듯 뻔한 형세이다. 그렇게 되면…

이라 하여 일제의 침략정책을 경고한 적이 있다.

### 견리사의견위수명
견리사의견위수명(見利思義見危授命), 이익을 보거든 정의를 생각하고 위태로움을 보거든 목숨을 바치라) 여기서 견리사의(見利思義)와 견위수명(見危授命)은 안중근 의사가 100년 전에 여순 감옥에서 나라의 앞날을 걱정하며 자신의 철학과 심경을 피력하였던 간절한 마음이 읽혀지는 내용이다.
견리사의는 이익 보는 것을 비판하는 것이 아니라 그 이익을 얻는 과정이 정당한 것인지 아닌지를 따져보라는 뜻이다. 이익이 된다고 수단과 방법을 가리지 않고 이익을 쫓으면 안 되기 때문이다. 1910년 2월 안중근이 옥중에서 남긴 글씨이다.
말미에 '庚戌二月 於旅順獄中 大韓國人 安重根 書'(경술이월 어려순옥중 대한국인 안중근 서)라는 낙관이 있고 그 아래 장인이 찍혀있다.

### 용공난용연포기재
용공난용연포기재(庸工難用連抱奇材, 서투른 목수는 아름드리 큰 재목을 다루기가 어렵다) 자신의 능력을 생각하지 못하고 설쳐대는 사람에게 경계가 되는 말이다. 배움이란 거저 되는 것이 아니다.
현대를 사는 많은 사람들이 자신의 능력을 과대포장하고 과신하기에 겸손한 마음을 갖고 노력과 끈기로 자신의 능력을 넓혀가는 사람들이 드물다. 자신의 능력을 정확히 파악하는 것이 중요하다는 의미이다.
겸손이 미덕이던 시대에는 자신을 낮출 줄 알았는데 세월이 갈 수록 겸손함이 바보처럼 여겨지는 세태가 되어가고 있다. 이것을 경계하는 문구이다. 1910년 2월 안중근이 옥중에서 남긴 글씨이다.
말미에 '庚戌二月 於旅順獄中 大韓國人 安重根 書'(경술이월 어려순옥중 대한국인 안중근 서)라는 낙관이 있고 그 아래 장인이 찍혀있다.

### 인무원려 난성대업
인무원여 난성대업(人無遠慮 難成大業, 사람이 멀리 생각하지 않으면 큰 일을 이루기 어렵다) '사람이 멀리 생각하지 않으면 큰 일을 이루기 어렵다'는 것이다.
마치 논어 위령공 편에서 '사람이 멀리 생각하지 않으면 필히 가까운 근심이 있게 된다'는 구절을 응용한 듯하다. 즉, 먼 장래를 내다보는 원대한 계획이 없이 그저 눈앞의 것만을 생각하면 필히 아침저녁으로 급박한 걱정이 생길 것이며, 그러면 결코 대업을 이루기 어렵다는 뜻이다.
또 좌씨전 양공 편에 '군자는 멀리 생각하고 소인은 가까운 것을 좇는다'라는 구절도 있듯이 먼 장래를 생각하는 군자의 도리를 언급한 것이다. 1910년 2월 안중근이 옥중에서 남긴 글씨이다.
말미에 '庚戌二月 於旅順獄中 大韓國人 安重根 書'(경술이월 어려순옥중 대한국인 안중근 서)라는 낙관이 있고 그 아래 장인이 찍혀있다.

### 오로봉위필청천일장지삼상작연지사아복중시
오로봉위필청천일장지삼상작연지사아복중시(五老峯爲筆靑天一丈紙三湘作硯池寫我腹中詩)는 1910년 2월 안중근이 옥중에서 남긴 글씨로 자작시 오언절구 한 수를 쓴 것이다.
시에 나오는 오로봉은 다섯 명의 노인이 나란히 서있는 듯한 중국 여산 근처의 산이며, 삼상은 중국 남부의 양자강·상강·원강의 세 강을 가리킨다. '오로봉·청천·삼상과 같은 광대한 자연을 필기도구로 삼아 마음속의 시를 쓰겠다'는 포부이다. 당나라 이백의 망여산오로봉이란 시에서 차용한 것이지만 대한 남아의 기개를 꺾지 않았던 안 의사의 활달한 기개와 원대한 흉금을 느끼게 한다.
말미에는 '庚戌二月 於旅順獄中 大韓國人 安重根 書'(경술이월 어려순옥중 대한국인 안중근 서)라는 낙관이 있고 그 아래 장인이 찍혀있다.

### 세한연후지송백지부조
세한연후지송백지부조(歲寒然後知松栢之不彫)는 1910년 3월 항일투사 안중근 의사가 만주의 여순 감옥에서 남긴 글씨이다. "세밑 추위를 지난 뒤에야 소나무·잣나무가 시들지 않음을 안다"라는 뜻이다. 이 글귀는 논어 자한 편에 나오는 것으로 어떤 역경에도 꺾이거나 변하지 않는 굳은 절조를 상징한다. 즉, 소인은 치세에는 군자와 다를 것이 없지만 이해에 닥치거나 사변을 만난 뒤에는 군자의 지킴이 저절로 드러난다는 뜻이다. 아마 조국의 독립과 동양의 평화를 염원하던 자신의 의지에 결코 변함이 없으리라는 스스로의 다짐이기도 할 것이다. 마지막의 '조' 자는 '시들다'라는 뜻의 '조' 자와 통용된다. 안 의사가 같은 달에 쓴 "해마다 해마다 꽃은 서로 비슷하건만 해마다 해마다 사람은 같지 않네"라는 유묵이 연상된다. 해를 거듭해도 강산에 피는 꽃은 변함없이 예전과 같건만, 한 해 한 해를 지나면서 사람의 마음은 예전과 달리 변한다는 세태를 지적한 것이다.
말미에는 "庚戌三月 於旅順獄中 大韓國人 安重根 書"(경술삼월 어려순옥중 대한국인 안중근 서)라는 낙관이 있고 그 아래 장인이 찍혀있다.

### 장부수사심여철의사임위기사운
장부수사심여철의사임위기사운(丈夫雖死心如鐵義士臨危氣似雲)은 1910년 3월 안중근이 옥중에서 남긴 글씨이다. '장부는 비록 죽더라도 마음은 쇠와 같으며, 의사는 위태로움에 닥치더라도 기운은 구름과 같다'라는 뜻이다. 즉, 조국의 독립과 동양의 평화를 염원하는 자신은 죽는다 하더라도 쇠처럼 단단한 마음을 가질 것이며, 어떤 곤란과 위험에 처한다 하더라도 구름처럼 초연할 것이라는 스스로의 다짐이었을 것이다. 큰 장부이요 의로운 선비의 꿋꿋한 모습이 옷깃을 여미게 하는 유묵이다.
앞쪽에 '증맹경시(贈猛警視)'라 쓰여있는데 '타케시'라는 일본 경관에게 써준 듯하다. 말미에 '庚戌三月 於旅順獄中 大韓國人 安重根 謹拜'(경술삼월 어려순옥중 대한국인 안중근 근배)라는 낙관이 있고 그 아래 장인이 찍혀있다.

### 박학어문 약지이례
박학어문 약지이례(博學於文 約之以禮, 글을 널리 배우고 예로써 요약하라)는 안중근 옥중에서 남긴 글씨로 서울시 종로구 신문로에 위치한 서울역사박물관에 소장되어 있다.
안중근 의사는 1909년 10월에 이토 히로부미를 사살하고 여순감옥에서 순국할 때까지 옥중에서 많은 붓글씨를 남겼으며 이 글씨도 그 중의 하나이다.
이 글은 박학어문 약지이례(博學於文 約之以禮)의 여덟 글자이며 가로 약 33 cm, 세로 약 138cm 크기의 족자로 되어 있다.
글 왼쪽에는 '경술삼월어여순옥중 대한국인안중근서'라고 쓰여 있어 1910년 3월에 여순감옥에서 쓴 것임을 알 수 있다.

### 제일강산
제일강산(第一江山)은 1910년 2월 안중근이 옥중에서 남긴 글씨이다. 가볼 수 없는 조국강산에 대한 그리운 심정이 나타나 있다. 안중근이 금강산을 비롯한 조국강산을 천하제일의 강산으로 생각하고 있음을 엿 볼 수 있다.
이 글씨는 평양 대동강 가의 연광정에 걸려있던 제일강산(第一江山) 편액을 기억하고 쓴 듯한 필치이다. 말미에는 '경술2월 어여순옥중 대한국인 안중근 서(庚戌二月 於旅順獄中 大韓國人 安重根 書)'라는 낙관이 쓰여있고 그 아래 장인이 찍혀있다.

### 청초당
이 안중근의사유묵-청초당( 安重根義士遺墨-靑草塘)은 안중근 의사(1879∼1910)가 1910년 2월 14일 만주여순감옥에서 사형언도를 받고 동년 3월 26일 순국하기 전 1910년 3월 24일에 쓴 유묵(遺墨) 작품으로 안의사의 정신세계를 엿볼 수 있는 것이다.
이 청초당(靑草塘) 유묵은 당포함추모사업회 민병기(68, 예비역 해군중위) 이사장이 작고한 부친 민장식 전 국회의원(4, 5대 국회의원, 대한출판문화협회장 역임)이 해방직후인 1945년 8월 흥남에서 일본인으로부터 구입한 것을 물려받아 해군에 기증한 것이다.
청초당(靑草塘)은 “못가에 파란 풀이 돋아난다.”라는 뜻으로 이해할 수 있으며, 암울한 일제치하에서도 못가에 봄풀이 돋아나듯 우리나라가 독립하는 세상이 올 것이라는 희망과 염원을 담은 글이다.
남북조시대의 사령운(謝靈運)은 “못가에 봄풀이 돋으니, 뜨락 버드나무에서 새들이 우짖는다(池塘生春草, 園柳變鳴禽).”라는 그의 대표적인 싯구를 남겼으며, 주희(朱熹) 또한 “못가 봄풀의 꿈이 깨기도 전, 섬돌 앞 오동잎에서 가을소리가 들린다(未覺池塘春草夢, 階前梧葉已秋聲).”고 하는 유명한 시를 남겼는데 청초당(靑草塘)은 이런 싯구와 맥락을 같이한다고 봐야할 것이다.

### 고막고어자시
고막고어자시(孤莫孤於自恃) 스스로 잘난체 하는 것보다 더 외로운 것은 없다. 폭 74.9 cm, 길이 39.7 cm. 평소 남에게 과시하지 않는 안의사의 겸손한 성품이 표현된 휘호이다.

### 인내
인내(忍耐)는 1910년 3월에 안중근이 옥중에서 남긴 글씨이다.

### 극락
극락(極樂)은 1910년 3월 안중근이 옥중에서 남긴 글씨로 더없이 안락해서 아무 걱정이 없는 경우와 처지 또는 그런 곳을 바라는 마음으로 "극락(極樂)"을 쓴 것으로 보여진다. 흔히 극락은 죽어서 가게되는 것으로 인식되지만 살아서 생각할 수 있는 극락은 과연 무엇이고 안중근이 생각하는 극락이 과연 무엇인지 궁금하게 하는 글씨이다.
말미에 "경술3월 어여순옥중 대한국인 안중근 서(庚戌三月 於旅順獄中 大韓國人 安重根 書)"라는 낙관이 있고 그 아래 장인이 찍혀있다.

### 운재
운재(雲齋)는 1910년 3월 안중근이 옥중에서 남긴 글씨이다. '운재(雲齋)'라는 제호(齊號)를 쓴 것인지는 알길이 없으나 운재(雲齋)는 구름이 걸려있는 누정(樓亭, 누각(樓閣)과 정자(亭子)를 의미)을 나타내는 것으로 여름날 비온 뒤에 가끔 볼 수 있는 흔치 않은 모습이다.
운재라는 이런 모습은 운치있게 보여 사람들의 아호(雅號)로 사용되기도 하지만 여기서는 누정으로 보인다. 안중근이 옥중에서 창가로 보인 누정일 수 있고 고향을 그리면서 써 본 모습일 수 있다. 하지만 조국을 그리면서 아름다운 모습중에 하나인 운재를 늘 마음속에 담고 있었음을 알 수 있다.
말미에 '경술3월 어여순옥중 대한국인 안중근 서(庚戌三月 於旅順獄中 大韓國人 安重根 書)'라는 낙관이 있고 그 아래 장인이 찍혀있다.

### 욕보동양선개정략시과실기추회하급
욕보동양선개정략시과실기추회하급(欲保東洋先改政略時過失機追悔何及)은 1910년 3월 안중근 의사가 옥중에서 남긴 글씨이다.
이 유묵(遺墨:살아있을 때 남긴 글이나 그림)은 러일전쟁(露日戰爭) 당시 전의(典醫:대한제국 때 태의원에 딸린 주임의 벼슬. 네 명이 있었음)로 종군했다가 전쟁이 끝나자 만주 여순(旅順:중국식 발음으로는 뤼순) 감옥으로 전근되어 근무하던 오리타 타다스(折田督)가 1910년 3월 안중근(1879∼1910) 의사의 친필을 옥중에서 받아 간직해오던 것을 1945년 8월 15일 광복이 되자 그의 가족들이 일본으로 귀국할 때 조카인 오리타 간지(折田幹二)에게 넘겨주었으며 오리타 간지의 손에 의해 1989년 2월 20일 단국대학교에 기증되었다.
유묵에는 “동양을 보존하기를 바란다면 우선 침략정책을 버려야 한다. 때가 지나고 기회를 잃으면 후회한들 무엇하랴!”라는 내용을 담아, 일본 정책의 잘못을 지적하여 고칠 것을 촉구하였으며, 일본인 집정자들에게 경각심을 일깨우고 있다.
안중근의 동양평화론과 연관된 글귀이다. 중국 안휘성 선성현에서 만들어진 품질이 우수한 선지(宣紙)에 2행 16자를 쓰고, 왼쪽에 “경술삼월(庚戌三月) 여순옥중(旅順獄中) 대한국인(大韓國人) 안중근서(安重根書)”라고 묵으로 쓴 글씨와 왼손 장인(掌印:손바닥으로 찍은 도장)이 찍혀 있다.
오리타 간지는 일본 대학병원 중 유명한 것으로 알려진 오카야마 대학(岡山大學)병원의 암 진료 권위자로, 1989년 2월 20일, 천안 단국대병원 개원을 위해 일본을 방문했을 때 당시 단국대학교 장충식 총장에게 기증된 유목이다.
장충식 단국대학교 명예총장은 “오리타 간지 씨를 단국대병원 개원 기념으로 초청하자 고마움의 인사로 유묵을 기증했다”며 “독립운동가의 후손으로서 개인이 소장할 수 없는 것이라는 생각이 들었다”고 밝혔다.
이렇게 해서 중국 뤼순 감옥의 안중근 의사 유묵은 일본을 거쳐 단국대학교에 오게 됐다.
장충식 단국대학교 명예총장은 이것을 “정치권력에 단 한 번도 아부하지 않은 의연한 대학”에 안 의사의 담대한 영혼이 찾아온 것이라고 평가하고 있다. 아이러니하게도, 안중근 의사는 적국이었던 일본에서 숭모의 대상이 되어 있다.
한시준 단국대학교 교수에 따르면 일본에서는 100년이 다 된 지금까지도 매 달 정기적으로 모여 토론을 하는 모임이 있을 정도다.
현재 단국대학교 석주선기념박물관에 보관되어 있는데 이것은 안중근 개인사 및 독립운동사 연구의 귀중한 자료로 평가된다.(안중근 의사 유묵 - 국가유산청 국가유산포털, 단대신문 1260호, 2009년 10월 14일자 6면 참조)

### 국가안위 노심초사
국가안위 노심초사(國家安危 勞心焦思)는 안중근이 1910년 3월 옥중에서 쓴 행서 글씨 두 폭이다. 그 가운데 한 폭은 오른쪽 위에 "증안강검찰관"이라 쓰여 있듯이 안중근 의사가 이곳에 있을 때 자신의 취조를 담당했던 여순검찰청 야스오카 세이시로 검찰관에게 써준 것이다. 야스오카는 사망하기 직전 이 유묵을 큰딸 우에노에게 물려주었고, 그 뒤 동경 국제한국연구원의 최서면 원장을 통하여1976년 2월 11일 안중근의사숭모회에 기증되었다.
선지에 모두 여덟 글자를 한 줄에 썼는데, 내용은 "국가의 안위를 걱정하고 애태운다"라는 뜻이다. 말미에 "경술년 3월 여순 감옥에서 대한국인 안중근(庚戌三月 於旅順獄中 大韓國人 安重根)"이라 낙관하고 왼쪽 손바닥으로 장인을 찍었다.

### 위국헌신 군인본분
위국헌신 군인본분(爲國獻身 軍人本分)은 안중근이 공판정을 왕래할 때 경호를 맡았던 일본헌병 치바 도시치 간수에게 써준 것으로 전한다. 치바는 안중근 의사가 처형된 뒤 자진하여 제대했는데, 그가 사망하자 안 의사의 유묵은 그의 부인과 조카딸 미후라에 의해 보관되었다가1980년 8월 23일 도쿄 국제한국연구원 최서면 원장을 통해 안중근의사숭모회에 기증되었다.
내용은 '나라를 위해 몸바침이 군인의 본분이다'라는 뜻이다. 여덟 글자를 한 줄에 쓴 것으로 낙관·장인은 앞의 것과 같고 다만 낙관 말미에 '삼가 올림'을 덧붙였을 뿐이다.

### 지사인인 살신성인
지사인인 살신성인(志士仁人 殺身成仁)는 논어에 나오는 말로, '뜻있는 선비와 어진 사람은 몸을 죽여서 인을 이룬다'라는 뜻이다. 1910년 3월 안중근이 옥중에서 남긴 글씨이다. 말미에 '庚戌三月 於旅順獄中 大韓國人 安重根 書'(경술삼월 어려순옥중 대한국인 안중근 서)라는 낙관이 있고 그 아래 장인이 찍혀있다.

### 언충신행독경만방가행
이 유묵은 "언충신행독경만방가행(言忠信行篤敬蠻邦可行, 말이 성실하고 신의가 있으며 행실이 돈독하고 경건하면 오랑캐(야만)나라에서도 행할 수 있다)"이라 큰 글자(大字)로 쓰고 좌편에 작은 글자(細字)로 "경술삼월(庚戌三月) 어여순옥중(於旅順獄中) 대한국인(大韓國人) 안중근서(安重根書)"라 썼으며, 그 밑에 왼쪽 손바닥 도장(左手掌)을 찍었다. 종이의 규격은 종횡 137.0×34.1cm로, 4매의 종이를 연접하였다. 글자의 크기는 큰글씨(大字)가 11.5×10.0cm정도이고, 작은글자(細字)는 3.0×2.0cm정도이며 왼쪽 손도장(左手掌)은 손금이 선명하게 찍혀있다. 서체는 보물 제569호로 지정된 유묵과 동일하며, 특히 "경술삼월(庚戌三月) 어여순옥중(於旅順獄中) 대한국인(大韓國人) 안중근서(安重根書)"는 "국가안위노심초사"(國家安危勞心焦思)라고 쓴 족자의 좌측과 가장 동일하다.
이 유묵은 2002년 10월 안중근의사숭모회 측에서 조부가 안중근의사 수감 감옥인 여순감옥 경관이었던 일본 고치현 거주 八木正澄(다이헤이요 산업주식회사 회장)씨로부터 기증받은 것이다.

### 임적선진 위장의무
안중근(安重根, 1879-1910) 의사가 1909년 10월 26일 만주의 하얼빈 역에서 조선 침략의 원흉이토 히로부미(伊藤博文)를 사살한 뒤, 여순감옥(旅順監獄)에서 1910년 3 월26일 사망하기 직전까지 그해 2월과 3월에 옥중에서 쓴 글씨 가운데 하나이다.
이 유묵은 1910년 3월에 쓴 것으로 "임적선진 위장의무(臨敵先進 爲將義務)"라는 내용이다. 글씨 왼쪽에 "경순삼월어여순옥중 대한국인 안중근 근배(庚戌三月於旅順獄中 大韓國人 安重根 謹拜)"라는 낙관과 왼손바닥으로 찍은 장인(掌印)이 있다. 필치나 장인의 지문이 보물 제569로 일괄 지정된 다른 안중근 의사 유묵과 같다.
유묵은 가로 35cm, 세로 139cm의 비단재질로 돼 있으며 안의사의 친필로 '臨敵先進 爲將義務'(임적선진 위장의무 : 적을 맞아 앞서 나가는 것은 장수의 의무다)라고 적혀져 있다.
또한 유묵 왼쪽 하단에는 '大韓國人 安重根'(대한국인 안중근)이라는 서명과 함께 왼손 약지가 잘린 안중근 의사의 낙관(落款)이 선명하게 찍혀있다.
이 유묵은 본래 전남 순천의 전지훈씨가 소장 중이던 것을 (주)유로통상의 신용극 회장이 구입, 1996년 5월25일 해군에 기증한 후 해군사관학교 박물관에서 보관해 오고 있던 것이다.

## 같이 보기
- 안중근
- 안중근뼈대찾기사업회
- 안중근함
- 대한민국 임시정부
- 이토 히로부미
- 위국헌신상